# Titus Bramble
Titus Malachi Bramble (Ipswich, 21 luglio 1981) è un allenatore di calcio ed ex calciatore inglese, di ruolo difensore.

## Carriera

### Club

#### Ipswich Town
Nato ad Ipswich, Suffolk, Bramble ha iniziato a giocare a calcio nella squadra del luogo, l'Ipswich Town. Dopo aver effettuato il debutto nella stagione 1998/1999, Bramble ha collezionato quarantotto apparizioni in campionato per la squadra, trascorrendo anche un breve periodo in prestito al Colchester United. In campionato, ha realizzato una sola rete per l'Ipswich Town, precisamente ai danni del Sunderland. Nella Football League Cup ha avuto maggiore fortuna, segnando due reti rispettivamente al Millwall e al Coventry City. L'ultima realizzazione è arrivata ai danni della Torpedo Mosca in Coppa UEFA.

#### Newcastle
Bramble si è trasferito al Newcastle United a luglio 2002, in cambio di sei milioni di sterline, promettendo ai tempi di rendersi indispensabile per l'allenatore Bobby Robson. Al termine del campionato 2003-2004, Bramble è stato nominato dai lettori della newsletter calcistica The Fiver come il peggior calciatore dell'anno. Uno di questi scrisse: "Titus occasionalmente si rende brillante, ma questi momenti sono oscurati dalla totale mancanza di pensare prima di agire, lasciando inevitabilmente uno spazio libero o concedendo all'avversario un calcio di punizione o un rigore, procurandosi una sanzione disciplinare o segnando addirittura un'autorete."
L'8 maggio 2006, Bramble ha segnato un importante gol ai danni del Chelsea, battendo con un tiro al volo il portiere dei Blues Lenny Pidgeley e portando la partita sull'uno a zero finale, assicurando ai Magpies un posto in Coppa Intertoto. Il 10 agosto 2006, ha realizzato un'altra importante rete per il Newcastle, nel secondo turno di qualificazione per la Coppa UEFA, contro i lettoni del Ventspils, con un colpo di testa. Il pareggio per zero a zero al ritorno a St James' Park ha consentito alla sua squadra di qualificarsi per il turno successivo.
A dicembre, è stato ricoverato in ospedale dopo che il suo polpaccio infortunato si è gonfiato fino a raggiungere una grandezza doppia rispetto alla media. Il 31 gennaio 2007, è tornato in campo nella sfida contro l'Aston Villa, al centro della difesa assieme a Steven Taylor. Ha successivamente giocato delle buone partite contro Fulham, Liverpool, Middlesbrough ed è stato nominato migliore in campo nella sfida contro lo Zulte Waregem in Coppa UEFA. Successivamente, ha cominciato ad inanellare una serie di prestazioni negative finché, dopo la sfida contro l'AZ persa per due a zero, il manager Glenn Roeder lo ha escluso dai titolari. A causa del ritorno di Craig Moore e per le buone prestazioni di Taylor ed Oguchi Onyewu, oltre per il fatto di non essere nei piani di Roeder, ha perso definitivamente il posto.
Durante la permanenza al Newcastle, è stato ribattezzato dai suoi tifosi e non Titus Bungle (Titus Pasticcio) o Titus Shambles (Titus Confusione).

#### Wigan
Bramble è poi passato a parametro zero al Wigan Athletic, raggiungendo l'accordo per un contratto triennale il 4 luglio 2007. Il 2 gennaio 2008, ha segnato la rete del pareggio contro il Liverpool ad Anfield, portando la sua squadra sull'uno a uno negli ultimi minuti di gara.
Il 15 novembre 2008, ha realizzato un'altra rete, che ha permesso nuovamente di pareggiare alla sua squadra, contro il Newcastle United, sua ex-squadra e davanti ai suoi ex-tifosi di St James' Park. Bramble ha espresso la sua gratitudine nei confronti del manager del Wigan Steve Bruce che, a suo dire, gli ha restituito la fiducia in sé stesso e gli ha permesso di diventare il calciatore di oggi. Le sue performance nel campionato 2008-2009 gli hanno fatto guadagnare quattro premi di squadra, tra cui il titolo di calciatore dell'anno, sia secondo i tifosi che secondo i compagni di squadra. Per ricompensare le sue prestazioni, il 14 luglio 2009 ha rinnovato il suo contratto fino al 2012.

#### Sunderland
Il 23 luglio 2010, è passato al Sunderland, firmando un contratto triennale. L'accordo tra le società è rimasto privato. Il 14 agosto ha esordito con i Black Cats, nel pareggio per due a due contro il Birmingham City.
Il 22 settembre 2010 viene arrestato con l'accusa di stupro.
Si ritira nel 2013 a 31 anni.

## Statistiche

### Presenze e reti nei club
Statistiche aggiornate al 16 agosto 2013.
| Stagione            | Squadra             | Campionato          | Campionato | Campionato | Coppe nazionali | Coppe nazionali | Coppe nazionali | Coppe continentali | Coppe continentali | Coppe continentali | Altre coppe | Altre coppe | Altre coppe | Totale | Totale |
| Stagione            | Squadra             | Comp                | Pres       | Reti       | Comp            | Pres            | Reti            | Comp               | Pres               | Reti               | Comp        | Pres        | Reti        | Pres   | Reti   |
| ------------------- | ------------------- | ------------------- | ---------- | ---------- | --------------- | --------------- | --------------- | ------------------ | ------------------ | ------------------ | ----------- | ----------- | ----------- | ------ | ------ |
| 1998-1999           | Ipswich Town        | FD                  | 4          | 0          | FACup+CdL       | 1+0             | 0               | -                  | -                  | -                  | -           | -           | -           | 5      | 0      |
| 1999-gen. 2000      | Ipswich Town        | FD                  | 0          | 0          | FACup+CdL       | 0+0             | 0               | -                  | -                  | -                  | -           | -           | -           | 0      | 0      |
| gen.-giu. 2000      | Colchester Utd      | SD                  | 2          | 0          | FACup+CdL       | 0+0             | 0               | -                  | -                  | -                  | -           | -           | -           | 2      | 0      |
| 2000-2001           | Ipswich Town        | PL                  | 26         | 1          | FACup+CdL       | 2+5             | 0+2             | -                  | -                  | -                  | -           | -           | -           | 33     | 3      |
| 2001-2002           | Ipswich Town        | PL                  | 18         | 0          | FACup+CdL       | 2+0             | 0               | CU                 | 4                  | 1                  | -           | -           | -           | 24     | 1      |
| Totale Ipswich Town | Totale Ipswich Town | Totale Ipswich Town | 48         | 1          |                 | 10              | 2               |                    | 4                  | 1                  |             |             |             | 62     | 4      |
| 2002-2003           | Newcastle           | PL                  | 16         | 0          | FACup+CdL       | 0+0             | 0               | UCL                | 8                  | 0                  | -           | -           | -           | 24     | 0      |
| 2003-2004           | Newcastle           | PL                  | 29         | 0          | FACup+CdL       | 1+1             | 0               | CU                 | 11                 | 3                  | -           | -           | -           | 42     | 3      |
| 2004-2005           | Newcastle           | PL                  | 19         | 1          | FACup+CdL       | 4+2             | 0               | CU                 | 7                  | 0                  | -           | -           | -           | 32     | 1      |
| 2005-2006           | Newcastle           | PL                  | 24         | 2          | FACup+CdL       | 3+1             | 0               | -                  | -                  | -                  | -           | -           | -           | 28     | 2      |
| 2006-2007           | Newcastle           | PL                  | 17         | 0          | FACup+CdL       | 0+1             | 0               | Int+CU             | 2+11               | 0+1                | -           | -           | -           | 31     | 1      |
| Totale Newcastle    | Totale Newcastle    | Totale Newcastle    | 105        | 3          |                 | 13              | 0               |                    | 39                 | 4                  |             |             |             | 157    | 7      |
| 2007-2008           | Wigan               | PL                  | 26         | 2          | FACup+CdL       | 1+0             | 0               | -                  | -                  | -                  | -           | -           | -           | 27     | 2      |
| 2008-2009           | Wigan               | PL                  | 35         | 1          | FACup+CdL       | 1+3             | 0               | -                  | -                  | -                  | -           | -           | -           | 39     | 1      |
| 2009-2010           | Wigan               | PL                  | 35         | 2          | FACup+CdL       | 3+0             | 0               | -                  | -                  | -                  | -           | -           | -           | 38     | 2      |
| Totale Wigan        | Totale Wigan        | Totale Wigan        | 96         | 5          |                 | 8               | 0               |                    |                    |                    |             |             |             | 104    | 5      |
| 2010-2011           | Sunderland          | PL                  | 23         | 0          | FACup+CdL       | 0+1             | 0               | -                  | -                  | -                  | -           | -           | -           | 23     | 0      |
| 2011-2012           | Sunderland          | PL                  | 8          | 1          | FACup+CdL       | 0+0             | 0               | -                  | -                  | -                  | -           | -           | -           | 0      | 0      |
| 2012-2013           | Sunderland          | PL                  | 16         | 0          | FACup+CdL       | 2+1             | 0               | -                  | -                  | -                  | -           | -           | -           | 19     | 0      |
| Totale Sunderland   | Totale Sunderland   | Totale Sunderland   | 47         | 1          |                 | 4               | 0               |                    |                    |                    |             |             |             | 51     | 1      |
| Totale carriera     | Totale carriera     | Totale carriera     | 298        | 10         |                 | 35              | 2               |                    | 43                 | 5                  |             |             |             | 376    | 17     |